# Foerschichthys
Foerschichthys is een monotypisch geslacht van straalvinnige vissen uit de familie van Nothobranchiidae (Killivisjes).

## Soort
- Foerschichthys flavipinnis